# Hyposmocoma digressa
Hyposmocoma digressa là một loài bướm đêm thuộc họ Cosmopterigidae. Nó là loài đặc hữu của Maui. The type locality is Haleakala, nơi nó được tim thấy ở độ cao 5,000 feet.